# هل تسمع غناء الشعب؟

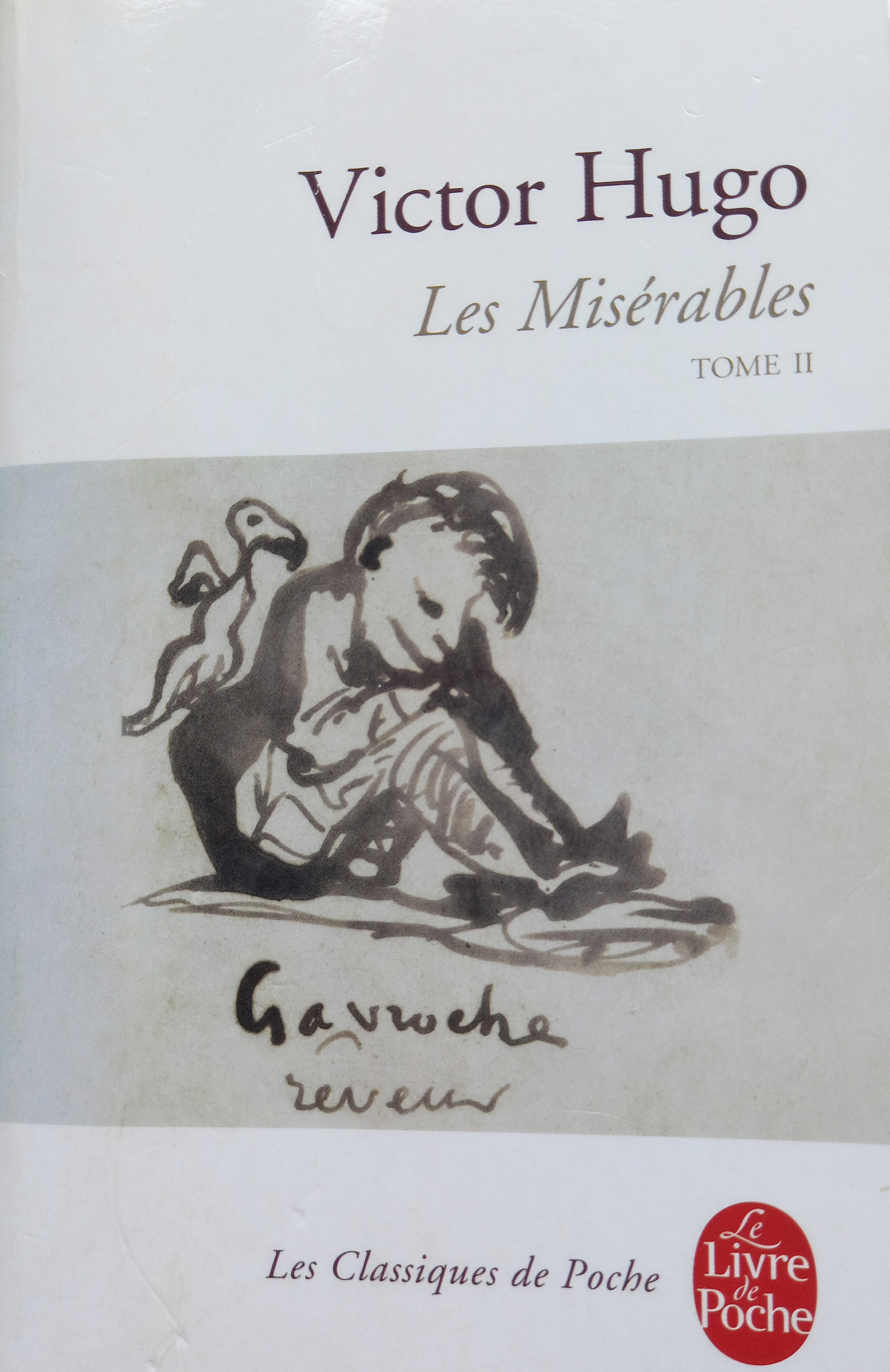
ملصق شعار الفيلم الموسيقي لرواية البؤساء الذي يضم أغنية هل تسمع غناء الشعب؟

«هل تسمع غناء الشعب؟» (بالإنجليزية?Do You Hear the People Sing) والمعروفة في النص الفرنسي الأصلي باسم "À la volonté du peuple" والتي تعني إرادة الشعب. هي واحدة من الأغاني الأكثر تميّزا في الملحمة الموسيقية السينمائية للبؤساء.

## الملحمة
«هل تسمع غناء الشعب؟ لم تكن فقط عبارة عن مقطع غنائي من فلم سينمائي على شكل حوار موسيقي غنائي، بل اعتبرت من أفضل المقاطع التي ضمها الشريط السينمائي الغنائي للبؤساء. تلك الأغنية التي جاءت على لسان الطلبة الثوار، حين واجهوا الجيش خلف متاريسهم الخشبية التي لم تصمد أمام مدافع الجيش، وهي الأغنية المعروفة بعبارتها القوية: «هل تسمع الناس يغنون أغنية الشعب الغاضب، إنها أغنية الناس الذين يرفضون أن يصبحوا عبيداً مرة أخرى»
وهي ملحمة غنائية بعُمقها الإنساني التحرري في ملحمة سينمائية لملحمة روائية عن ملحمة ثورية ستبقى في مقدمة أعظم أعمال تاريخ السينما والفن والأدب والحرية والعدالة الاجتماعية. فهي إلى جانب موقعها الفني تحمل أيضا دروسا إنسانية عصرية، تُلقي بظلالها على واقع المضدهدين في عالمنا وأهمية صوت الشعوب أمام ويلات العبودية بأشكالها المختلفة.
هل تسمع غناء الشعب؟ هو نشيد الشعب الذي قال كلمته في التاريخ ليس من أجل فرنسا فقط، بل من أجل أوربا كلها. وهي الثورة التي تشهد الدراسات إلى جانب الثورة المجيدة وتأثيرات الثورة الروسية والثورة الأمريكية، أنها كانت الأساس في قيام الحضارة المدنية الغربية، وصعود المدنية المضاءة بالذكاء الإنساني بعدما كانت ترزخ في ويلات من الاضطهاد الداخلي.
ومنه امتدت التأثيرات بطريقة ميكانيزمية إلى عالم واقع الحياة اليومة واتباطه بالدولة من خلال بناء الدولة المنسجمة، ليَظهر حصاده في واقع المجتمعات الإنسانية بشكل مادي وملموس. فقد كانا فنا وتيارات نفسية تتشكل في البدء داخل النفس الفردية والجماعية، كي تعلن في النهاية عن وجودها، متجسدة في المادة والعالم المُعاش.
تلعب أغنية “هل تسمع غناء الشعب”؟ دورا محوريا في أحداث الفيلم، حيث يشدوا الثوار بها مرتين، في موضعين مختلفين، وبأبيات مختلفة إلى حد ما. في المرة الأولى، ينشدها الثوار كأنشودة ثورة أثناء موكب جنازة الجنرال لامارك، معلنين بدأ التمرد. وفي المرة الثانية عند المشهد الأخير للفيلم، ينشد الثوار، بصحبة فالجان وفانتين، الأغنية مرة آخرى، وهم مجتمعين في الحياة الأخرة.

## عنوان الأغنية كشعار عالمي

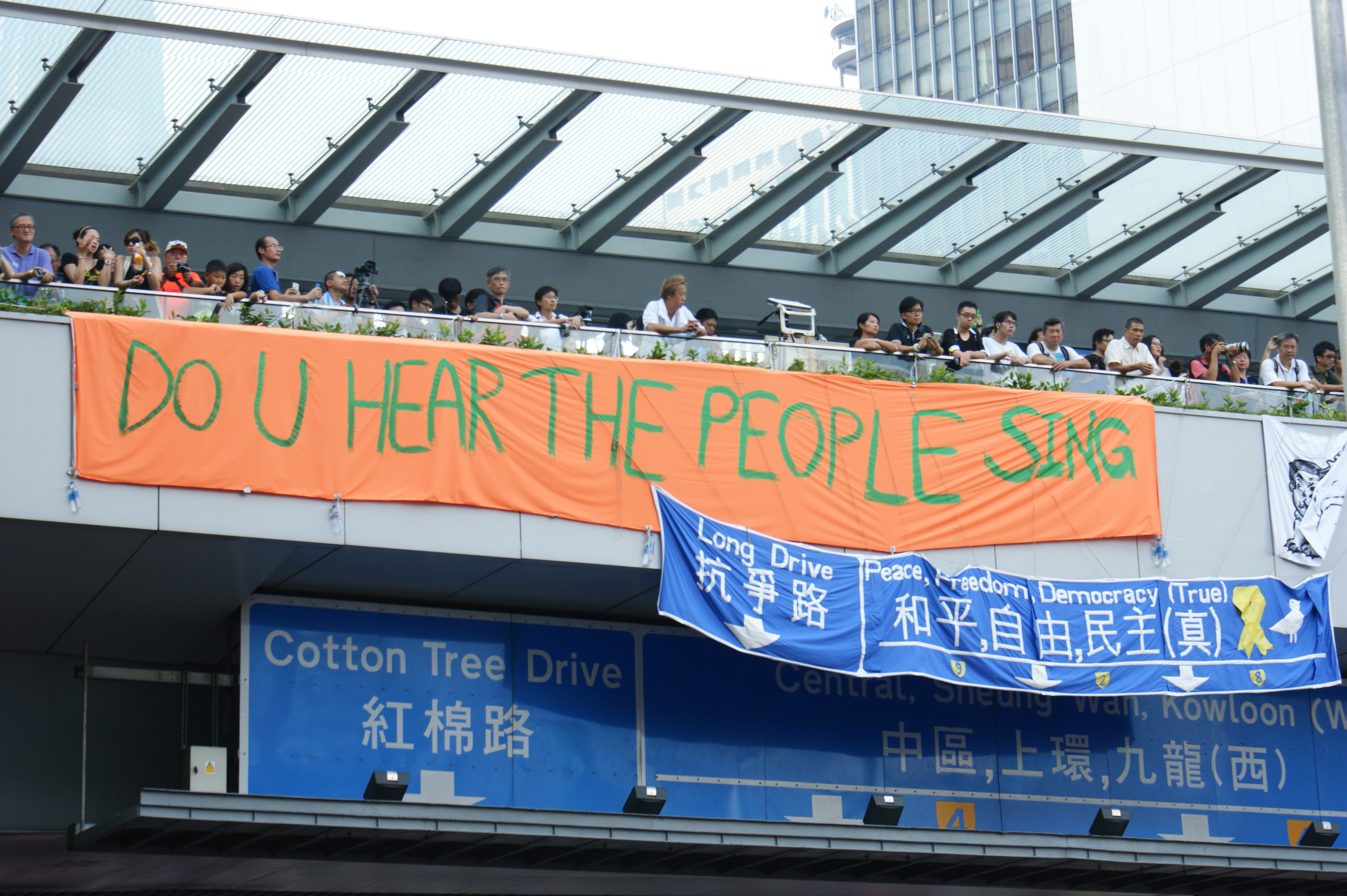
الأغنية رفعت كشعار في احتجاجات هونغ كونغ 2014

- رفع عنوان الأغنية في عدة مناسبات ومواقع احتجاجات كشعار في العديد من دول العالم،[7]

وكأن لسان حالها يحيل مباشرة إلى الشعار التقليدي، هل تسمعون صوت الشعب؟
- تم استخدامها في مظاهرات العراق في شهر أكتوبر عام 2019.

## جوائز
ربح الفيلم ثلاثة جوائز غولدن غلوب من أصل أربعة. جائزة أفضل فيلم موسيقي، وجائزة أفضل ممثل في فيلم موسيقي لهيو جاكمان، وجائزة أفضل ممثلة في فيلم موسيقي لآن هاثاواي.
ورشح الفيلم الموسيقي لتسع جوائز BAFTA ربح منها أربعة من ضمنها جائزة أفضل ممثلة في دور مساعد لآن هاثاواي، كما تلقى ثماني ترشحيات للأوسكار ربح منها ثلاث لأفضل ممثلة في دور مساعد لآن هاثاواي وأفضل ماكياج وتصفيف الشعر وأفضل مكساج للصوت.

## مقتطفات من نشيد الأغنية
- هل تسمع غناء الشعب؟ Do you hear the people sing
- يغنون أنشودة الرجال الغاضبين Singing a song of angry men
- إنها موسيقى الشعب It is the music of a people
- الذي لن يكون عبدا مرة أخرى Who will not be slaves again!
- عندما يخفق قلبك When the beating of your heart
- وتسمع أصداء قرع الطبول Echoes the beating of the drums
- هناك حياة على وشك أن تبدأ There is a life about to start
- عندما يأتي الغد! When tomorrow comes!

## نسخ أخرى
في أعقاب انطلاق ثورات الربيع العربي، تم تأليف نسخة عربية من الأغنية باسم "سامع صوت المقهورين” شارك فيها كل المتسابقين في برنامج أراب آيدول، وفي مقدمتهم صابرين نجيلي، وزياد خوري، وفرح يوسف، وعبد الكريم حمدان، وأحمد جمال، ومحمد عساف في الحلقة الأخيرة من الموسم الثاني التي أذيعت في 21 يونيو/حزيران 2013 . أيضا قدمت الفرقة المسرحية الغنائية المصرية "فابريكا" نسخة أخرى باللغة العامية المصرية، باسم “سامع صوت الجماهير” وعرضت الأغنية مع أغاني أخرى لمسرحية وفيلم البؤساء في برنامج البرنامج حلقة 27 - الموسم الثالث التي أذيعت في 14 يونيو/حزيران 2013.

## وصلات خارجية
- مقطع هل تسمع غناء الشعب من الفيلم الموسيقي البؤساء
- (فيديو) كلمات أغنية "هل تسمع نشيد الشعب؟

## موضوعات متعلقة
- الثورة الفرنسية
- البؤساء
- البؤساء (فيلم 2012)